# 鉄鳴きの麒麟児
『鉄鳴きの麒麟児』（てつなきのきりんじ）は、塚脇永久と闘牌監修の渋川難波による日本の漫画作品。2012年から『近代麻雀』（竹書房）にて連載。続編として『鉄鳴きの麒麟児 歌舞伎町制圧編』（てつなきのきりんじ かぶきちょうせいあつへん）も同誌で連載された。単行本は『鉄鳴きの麒麟児』が全4巻、『鉄鳴きの麒麟児　歌舞伎町制圧編』が全11巻、続篇の『キリンジゲート』が全8巻の合計23巻となっている。

## あらすじ
ネット麻雀界（ネト麻）のカリスマ雀士、キリンジパパ。しかしその正体は4年間引き篭もり続けたバツイチ三十路ニート、桐谷鈴司だった。働かなかったため、妻と娘に逃げられてしまった鈴司だったが、元妻の華子が病気で倒れたことで、娘の小梅を自分の稼ぎで食わせるために雀ゴロとして生きていくことを決意する。

### 歌舞伎町制圧編
手術を受けた華子の意識が戻らないまま、鈴司が小梅と暮らし始めて半年が経過していた。華子の病気を治すにはアメリカの有名な医者に診て貰う必要があるが、そんな大金を雀ゴロの鈴司が用意出来る訳が無かった。しかし、歌舞伎町最強の麻雀打ちになれば、代打ちとして声がかかり、大金を手にすることが出来ると聞く。そのために歌舞伎町のピン東風雀荘カブキング、リンドンリンドン、ホーマー、雷紋亭、エビルベビィの5店舗の制圧に鈴司は乗り出す。

## 登場人物

### 主要人物
桐谷鈴司（きりや りんじ）
ID名はキリンジパパ。段位は十段。ネト麻でカリスマ的な人気を誇る。しかし現実世界では290円ののり弁当を食べて、朝から晩までネト麻を打ち続けるバツイチ三十路ニートのネト麻廃人。娘の小梅が生まれる前は正社員にこそなってはいなかったが、毎日必死に働いていた。しかし4年前からネト麻にハマり、全く働かなくなったことから、妻であった華子から離婚を切り出されてしまう。
娘の養育費3万円すら払えない生活を送っていたが、無職の自分でも金が借りられると考えて歌舞伎町のサラ金「白蛇ファイナンス」を訪れる。そこで麻雀が得意なら、何故雀荘で稼がないのかと言われたことで、借りた諭吉を手に「カブキング」に入店する。辛くも勝利を手にしたが、自分の認識の甘さを理解し、東風戦1回で撤退。雀ゴロとして生活することを考えて、歌舞伎町で勝つための傾向と対策を練り始める。そんな折、元妻の華子が病気で倒れて入院することになり、小梅と4日間生活することとなる。小梅との生活費を稼ぐために、準備も整わない内に再度「カブキング」へと足を踏み入れた。ネト麻九段のころはラスを引かなければいいという、ガチガチの守備派だったが、攻めなければ歌舞伎町で勝てないと考え、無鉄砲な鳴き、「鉄鳴き」の鳴き麻雀にスタイルを変えた。精神的に脆い部分もあるが、すぐに原因を考えて立て直して来る。
桐谷華子（きりや はなこ）
鈴司の元妻。引き篭もって働かなくなった鈴司に愛想を尽かし、鈴司と離婚。シングルマザーとして、看護師をしながら小梅を育てている。離婚はしているが、引き続き桐谷姓を名乗っている。とある出来事から同じ病院で働く医師の有野に惚れ込まれてプロポーズされているが、華子は断っている。仕事中に倒れたことで入院することになり、小梅を4日間鈴司に預けることになった。両親は健在のようだが、実家が北海道ということで簡単に頼れない模様。後に脳腫瘍が出来たことで手術が必要ということが分かり、手術を行って摘出に成功したが、原因不明のまま1年近く眠り続けている。現在も脳腫瘍が育っているため再手術が必要だが、手術出来る技術を持つ医者が日本にいないことから八方塞がりとなっている。
桐谷小梅（きりや こうめ）
鈴司の娘。5歳。すずめ保育園に通っている。華子に引き取られて生活していたが、上記の事情で現在は鈴司と生活している。鈴司の作る赤ウーピン弁当が好き。麻雀での勝負中に鈴司はしばしば小梅の姿を頭に浮かべ、冷静になったりすることがある。ダメな父親を麻雀で倒そうと、麻雀を覚え、幼いながらに大人が驚くくらいの上達ぶりを見せている。また、霊感があるのか、とっくに死んでいるはずの朋美と真夜中に遊んでいる話をした。ビデオ・アイの持ち主であり、見たものをビデオで録画したように覚えていられる。すぐに思い出せないことも、頭の中で巻き戻して再生するような感じで記憶を呼び起こすことが可能。

### カブキング
宇多田（うただ）
カブキングのオーナー兼店長。通称ウータン。オランウータンのような風貌をしている。10年前は歌舞伎町の凶猿と呼ばれており、豪野とは顔を合わせる度に殴り合いの喧嘩をして、留置場に入れられる犬猿の仲だった。またそのころにフィルに腰をナイフで刺されているが、わずか1週間後にフィルを半殺しにして病院送りにした。火骨の目に留まり、代打ちとしてスカウトされたこともあったが、断っている。彼女が妊娠したことでできちゃった結婚することを決意。自信のある麻雀で家族を養うことを考えて、メンバーとして働き、3年以内に自分の店を出すことを豪野に宣言する。
その宣言通り、7年前にカブキングを開店。7人の息子を持ち、8人目の子供が年末に出産予定。10年前に第一子がまだ生まれていないので、ほぼ毎年のように生まれていることになる。カンダタはカブキングで一番強いのはウータンだと断言している。常連客であったハトじいを鈴司が徹底的に潰したため、鈴司が負ければマナ悪客として出禁、勝てば強すぎるのでもう来ないでくださいの白旗出禁にすることを賭けて、カブキング最強決定戦を始める。
副店長（ふくてんちょう）
カブキングの副店長。他店のメンバーで先輩後輩の関係だったウータンが、独立してカブキングを立ち上げる時に一緒に付いて来た。カブキングのオープニングスタッフ。カモ客を狙って打っていると猿田から評されている。
猿田渡（さるた わたる）
カブキングのチーフ。24歳。一番強い奴を一番近くで見たいということで、歌舞伎町の入り口にあるカブキングに3年前にメンバーとして入社した。当時は金髪で、入社する条件として散髪するようにとウータンから金を渡されている。それまではフリーで色々な雀荘に行っており、同じくフリーの客だった湯鳥と知り合いになった。メンバーとして打ち続ける内に、入社時の志を忘れてしまっていたが、カブキング最強決定戦中にウータンから叱咤激励されて、当時の気持ちを思い出す。カブキングを休んで新宿東風戦最強決定ペナントレースに参加したが、初戦からラスを引くなどランキング上位には遠い成績だった。
リズ
カブキングのメンバー。ID名はシマリス4。七段。比良からはアイドル系と評されている。鈴司の麻雀を見るのを楽しみにしており、鈴司がカブキングに夜に来るようになってからは残業してまで対局を見学していた。
天須鉄男（あます てつお）
無一文で広島から上京して来た青年。8歳まで笑ったことが無かったような壮絶な環境で育って来たが、結に出会ったことで麻雀に出会う。ウータンからの入社試験で、鈴司が一番強いとすぐに見抜いたことで、ウータンに認められ、カブキングの店員となる。二代目魔人と一緒にいると思われる結を探している。カブキング最強決定戦に参入し、勝てば浮き分の金を貰い、負ければ無一文で出て行くという条件を付ける。ウータンは麻雀の天才と評している。
カブキングのメンバーとしては1ヶ月も働かないうちに退社し、鈴司と同じように代打ちになって二代目魔人に辿り着くため、歌舞伎町の雀荘で連日打っている。しかし身なりや紹介が無かったことで、雷紋亭からは叩き出されてしまっている。新宿東風戦最強決定ペナントレースに参加し、国士無双、大三元、緑一色をアガっている描写がある。
鳩村（はとむら）
通称ハトじい。40年間雀ゴロとして生活している。ウータンがメンバーとして勤めていた店に通っていたが、ウータン独立時にカブキングに移り、それ以来7年間毎日19時に店に来ている。カブキング最強の蛇として君臨していたが、鈴司に負け続けたことでついに店に来なくなった。鉄男からは、鈴鳴よりも弱いと評されていた。

### リンドンリンドン
木根航平（きね こうへい）
リンドンリンドンのオーナー兼店長。東北出身で熱帯に憧れており、店内を観葉植物だらけにしている。鈴司、フィル、稲作といった強者からは劣るらしく、5連続ラスを引いたことで湯鳥と交代することになった。詳細な関係は不明だが、ウータンのことを先輩と呼ぶ。現在はアフロヘアだが、10年前は金髪のホスト風だった。
湯鳥（ゆとり）
リンドンリンドン店員。頭にタオルを巻いている。初来店時にパンクした鈴司を侮っていたが、2度目の来店で10万円以上吐き出す大敗を喫してしまう。鈴司、フィル、稲作、木根の真剣勝負に弱い客が入って邪魔をしないように、勝手に閉店中の看板を出したりしていた。しかし、木根が崩れ始めて5連続ラスを引いたことで、愛宕に土下座して借金を申し込み、勝負に復帰する。その後、新宿東風戦最強決定ペナントレースに参加。初日に鉄男に国士無双を振り込み、後半戦でも緑一色を振り込むなど非常に相性が悪い。
赤間（あかま）
ID名は赤べこ。段位は七段。リズのネト麻仲間。リンドンリンドン店員。前髪で左目が隠れている。豆ナオミからは（キリンジパパの）ストーカー女と言われている。比良からはギャル系と評されている。鈴司、有野、豪野、比良の勝負の外ウマでは豪野に賭けていた。仕事中でも漫画を読んだり、マニキュアを塗っていたりと適当に接客している。
蛭林（ひるばやし）
通称フィル。リンドンリンドン最強の雀ゴロ。リンドンリンドンに住み着いている。かつて二代目魔人と戦い、トラウマを抱えている。フィル曰く羽をもがれたとのこと。どこを見ているのか分からない目をしているが、二代目魔人と戦う前までは普通の目だった。10万円だけ手元に持ち、浮いた金はオムに取りに来させている。10年前にウータンをナイフで刺すが、1週間後にウータンに半殺しにされて病院送りにされる。その後ウータンによって麻雀を教えられ、それ以来雀ゴロとして生きるようになった。初対局時は鈴司を翻弄してパンクさせるが、後日リベンジにやって来た鈴司には途中から圧倒され大崩れしてしまい、10万円を全て溶かすほどの大敗を喫した。オムとの間に子供が出来ていたことを知り、心機一転リンドンリンドンを出て雀ゴロとして動き始める。新宿東風戦最強決定ペナントレースにも参加して後半戦までトップを維持していたが、妊娠中のオムが入院したことで精神的に厳しいことを察してペナントレースを辞退した。
稲作宙二（いなさく ちゅうじ）
ID名はイナビカリーノ。段位は十段。毎日ログインはしているが、最近は全く打っておらず、観戦しかしていない。Aランクの大学に通う大学生。店内でも常にサングラスを着用している。ネト麻で知り合った不細工な彼女、マス代を連れて、打倒フィルを誓いリンドンリンドンに通っている。初対局時にパンクした鈴司を侮っていたが、赤間から鈴司がキリンジパパだと聞かされ、認識を改める。高校のころはイジメられており、眼鏡を割られ、髪を刈られ、制服を破かれ、顔を腫らすという散々な状態で卒業アルバムに載っていた。その傷を癒すために麻雀にのめり込むようになった。フィルを倒して雀ゴロとしてデビューしようとしている。
愛宕（あたご）
パンチパーマにサングラスという、いかにもないでたちの元ヤクザ。肩から背中にかけて入れ墨が入っている。組を畳んだという発言から、元組長だった様子。最近は麻雀にハマっており、鈴司が来る少し前からリンドンリンドンに出入りするようになった。だが、毎回パンクさせられており、フィルに煮え湯を飲まされ続けている。過去にアジアン娘の店を経営して来た経験からオムが妊娠していることを察し、万札を何枚か渡してすぐに産婦人科に行くことを薦め、妊娠確定後は悩むオムの相談相手になったり、勝負に復帰したいという湯鳥に金を貸すなど人情味のある人柄。

### ホーマー
サキ
ホーマーの店員。鈴司に誰が店で一番強いか聞かれて、みんな強いという当たり障りの無い返事をした。
スルメ二郎
段位は七段。アバターはスルメの被り物をしている。イナビカリーノのファンだったが、七段になるのに2年掛かったと言ったことで、才能が無いと言われてしまう。そのことからキリンジパパのファンになると宣言するが、その後CANON-Gがネト麻で破竹の勢いで駆け上がった時には、ネト麻の危機だとイナビカリーノに泣きついた。ホーマーでは店員として働いており、そちらでもエプロンにスルメのバッジのようなものが付いている。

### 雷紋亭
火骨武郎（かぼね たけろう）
雷紋亭の店長。かつてはヘビースモーカーだったが、店を禁煙にしたこともあって飴をよく舐めている。鈴司の正体を歌舞伎町制圧を狙う雀ゴロだと知った上で、雀ゴロ殺しの「セレブリティルール」での入会試験を持ち掛けた。
以前はスカウトマンをしており、強い雀ゴロを代打ちとして紹介する「西新宿のカポネ」と呼ばれていた。若い頃のウータンを代打ちとして雇おうとしたこともある。自身が紹介した代打ちが二代目魔人に敗れて逆恨みし、放火で二代目魔人の娘を殺してしまったことでスカウトマンを辞める。勝負の途中で鈴司が勝てれば代打ちとして紹介すると言い、実際に鈴司が勝ったことで雷紋亭を退社し、再びスカウトマンとして動き出した。私財を売り払い極坂に開店資金を返済したこともあり、現在は無一文の状態でホームレスになっている。セレブに売り出すために、鈴司にホーマーで開催される新宿東風戦最強決定ペナントレースで優勝するように指示する。鈴司に通り名を付けるとしたら「鉄鳴きの麒麟児」だと考えている。
橋本（はしもと）
雷紋亭のチーフ格。鈴司の入会試験に同卓する。サングラスを掛けた強面の男で、鉄男を雷紋亭に相応しく無いと追い払った。火骨が雷紋亭を退社した後は店長になった。
極坂（ごくさか）
雷紋亭のオーナーであり、大手インターネットメディア企業「悟空コム」の若社長。昨年度は150億稼いだと発言している。鈴司が遊んでいるネット麻雀も子会社の一つ。打倒魔人の夢を持っており、強い代打ちを探している。鈴司の実力は認めており、刺激的であるとは言っているものの、貧しい麻雀だと評しており、代打ちとして雇う気は無い。

### エビルベビィ
ユカ
エビルベビィの店長。中年のおばさんで、鈴司と義経の勝負に参加する。店を貸し切りにする条件として、鈴司、義経のサシウマから1万円を貰うことを要求したが、鈴司の申し出により5千円に減った。
義経（よしつね）
フィルと並び歌舞伎町最強と噂される雀ゴロ。「悪魔の乳飲み子」の二つ名を持つ男で、手牌に異常に赤牌が集まる。新宿東風戦最強決定ペナントレースの最終日にホーマーに来店しており、鈴司がブッチギリで強かったと評した。

### プロ雀士
豪野武（ごうの たけし）
麻雀ファンなら誰もが名を知るトップ麻雀プロ。ヘビースモーカー。麻雀鉄強位の前タイトルホルダー。孤児院育ちで、親の顔を知らない。夜学で勉強して入った大学で、人生で初めて出来た友人が有野。麻雀を教えろと有野から言われたことから知り合った。プロ雀士が師弟制を導入したことで、はみ出しもの同士ということで、万次郎と師弟関係を結ぶ。当初は万次郎の論ずる「流れ」を全く信じていなかったが、八百長を持ちかけられた対局に代走として出場した万次郎の魔法の麻雀を見たことで「流れ」を信じるようになる。ウータンとは犬猿の仲で、プロ入り前はよくケンカしていた。また、ウータンがカブキングを開いた時には花火を持ち込んでボヤ騒ぎを起こしたことで、カブキング最初の出禁客となった。雷紋亭でも禁煙なのに煙草を吸ったことや強打などを理由に出禁となっている。面倒見の良いことから後輩からも慕われている。比良の麻雀が一皮むけないのは鉄火場を潜っていないからだと判断し、鈴司、有野の勝負に同席させる。
比良仁志（ひら ひとし）
ID名はヒューガ。段位は七段。Dリーグプロ。ネット麻雀戦略ブログを書いている。4年前に両親の反対を押し切り、東北から上京して麻雀プロになった。実家には父、母、祖母、妹、10匹の猫がいる。夢はタイトル戦で優勝して、家族全員に電気毛布と羽毛布団を買うこと。4年間貯金していた85万円の金があったが、鈴司、有野、豪野との対局で全て解けてしまった。童貞。
綱山晃（つなやま あきら）
Aリーグプロ。食い道楽で金欠気味。待ちに自信が無い時に、リーチ宣言牌を切る前にしごく癖がある。
弓島亨（ゆみしま りょう）
Aリーグプロ。イケメン。豪野に頼まれ、70万円マイナスを出していた比良の代わりに鈴司、有野、豪野との対局に参戦しようとしたが、比良が席を譲らないと言ったことで、対局に参加することは無かった。
双海大輔（ふたみ だいすけ）
豪野達が所属する麻雀プロ団体「麻雀ユニバース」の代表。甘粕を麻雀プロとして大々的に売り出す為、新宿東風戦最強決定ペナントレースに参加させることを計画する。

### ネット麻雀
表裏オラオラ
段位は九段。アバターは黒いサングラスを掛けた色黒の男。横浜DeNAベイスターズを思わせるユニフォームを着ている。背番号は7。
東願寺晴子
段位は九段。アバターはセーラー服を着た眼鏡っ子。JK、ブラコンと書いた本を持っていたが、女子高生なのかは不明。
ひみず
段位は九段。アバターは動物のヒミズを思わせる風貌をしている。親満で蟻の王をラスに沈めた。
ヒロシ
ID名はパンダタ。段位は七段。アバターはパンダ。キリンジパパに憧れた鳴いて速攻が持ち味。鈴司からも強いと評されていたが、変則的な麻雀の蟻の王と打つ内に自分を見失い調子を落としてしまう。カンダタの息子で、大学生。パン工場でアルバイトをしている。
鈴鳴（すずなり）
ID名はチャイム騎士。段位は八段。ネト麻ではチャイムくんと呼ばれている。唯一尊敬しているネト麻雀士がキリンジパパ。ピンポーンが口癖。バイトで貯めた10万円を持って北海道から歌舞伎町へやって来た。3日連続で黒字を出していたが、鈴司、ハトじい、ウータンとの対局で飛行機代を残してほとんど失う。しかし、自分の成長を実感し、ネト麻で鍛え直して歌舞伎町へ戻って来ることを胸に誓った。
ラッタッタ
段位は八段。パンダタの降段の掛かった一局で同卓。対局を放棄した蟻の王からアガり、トップになった。
ルド
段位は八段。アバターはピエロのような姿をしている。
やよい
段位は七段。パンダタの降段の掛かった一局で同卓。東一局で倍満をツモ上がったが、2着に終わった。
ex泰然型
リズのネト麻仲間。段位は七段。比良からはお姉様と評されている。鈴司、有野、豪野、比良の勝負の外ウマでは有野に賭けていた。
豆ナオミ
リズのネト麻仲間。段位は七段。比良からはロリ系と評されている。鈴司、有野、豪野、比良の勝負の外ウマで比良に賭けた縁もあり、後日比良と水族館デートをするようになっていた。
みそじまる
段位は六段。歌舞伎町デビューをするという鈴鳴に、メンバー制約を教えた。

### その他
有野潮音（ありの しおね）
ID名は蟻の王。段位は八段。華子が勤める病院に勤務する医者。父親も大病院を経営しているが、別の病院で勤務している。妾の子だったが、生活が苦しかったことを見かねた父により、幼いころに跡継ぎとして引き取られた。旧姓は浜名。父が求めるままに医者になるべく、何事もそつなくこなしていたが、麻雀ではなかなか勝てなかったことから、同じ大学に通っており、麻雀が強いと噂されていた豪野に教えろと話し掛けて友人になった。その後、豪野の指導の甲斐もあり、学生アマ王者にまで上り詰める。また、昨年全国2万人の一般予選を勝ち抜いて、麻雀鉄強位タイトルホルダーとなった。門前派で、トリッキーな待ちを好む。
とある出来事から華子と小梅に自分が求めていた家族を見出し、華子にプロポーズするも、本気だと思われずに断られている。小梅ごと華子を手に入れるために、鈴司から父親の座を奪おうとして、鈴司に勝負を挑む。
「歌舞伎町制圧編」で意識の戻らない華子を救う方法を探すため、医者を辞めてアメリカに渡った。アメリカで観音寺と面会し、華子が救えるという確信を得たものの、手術で日程が埋まっているため、一時日本に帰国する。鈴司にその旨を伝え、雷紋亭に入りたがっていた鈴司を友人として紹介した。その後は再びアメリカに戻り、観音寺の一人娘であるカノンに会って、手術日を空けて貰う交渉をしている。
白蛇（しろへび）
カンダタからは「白蛇さん」と言われていたが、本名かは不明。歌舞伎町で「白蛇ファイナンス」を経営しており、鈴司にポケットマネーから1万円を貸した。博打の泥沼に嵌まることを期待して貸したが、予想に反して鈴司が1万円を返した上に、今度は3万円を貸すように頼んだことで、毎日借りに来るカンダタとぶつけることを思いつく。貸し出した諭吉の顔にヒゲを描いており、本人はヒゲ札と読んでいた。ボールペンを噛む癖がある。
神立（かんだち）
通称大ガラスのカンダタ。無一文で家を出て、白蛇ファイナンスで2万円を借り、その日のうちに返して金を持って家に帰る生活を美徳とする雀ゴロ。結婚したことで雀ゴロから足を洗っていたが、どうしても麻雀を忘れることが出来ずに家族を捨てて雀ゴロとして歌舞伎町に戻った。白蛇ファイナンスから鈴司がカブキングで打っていると聞き、同卓する。鈴司、副店長、猿田を当初は圧倒するが、冷静になった鈴司に連敗を重ね、夕方には資金が全て溶けるほどの大敗を喫した。
その後、息子ヒロシがネット麻雀を打っていることを知り、パソコンを買いに来たところにたまたま居合わせた鈴司にパソコンの初期設定をして貰った。急遽40万が必要になったと話す鈴司に、キリンジパパのIDを10万円で購入することを持ちかける。また10万円と共に、一夜で20万円稼げる場として、毎月恒例になっている三猿駅前商店街でのセット麻雀を紹介した。カンダタ自身は毎回負けており、辞めるいい機会だと考えていたが、同時に鈴司が勝てるという確信も持っていた。
キリンジパパのIDでログインしてヒロシの対局を見守り、ヒロシの麻雀を見たことで自分のIDで打つべきだと考え、対局せずにキリンジパパのIDを書いたメモは破棄している。サンドイッチのパンを作る工場で働いていたことから、サンドイッチが嫌いだったが、息子の麻雀を見た後、急に食べたくなったと自分で作っている。
「歌舞伎町制圧編」でヒロシとネット麻雀を打っている描写があり、七段以上が入れる天上卓まで来ている様子がうかがえる。また、新宿東風戦最強決定ペナントレースにも参戦しており、ド下手や負け頭を狙って10日目までは2位に12ポイント差をつけてブッチギリのトップに立っていた。しかし鈴司の策略で稲作、ヒロシと同卓したことで大崩れし、1日でラス18回を食らう。その後立て直したものの、最終日開始時で4位に9ポイント差の5位となっている。
松原万次郎（まつばら まんじろう）
初代魔人。昭和の魔人として恐れられた人物だが、既に亡くなっている。麻雀プロであり、豪野の師匠でもあった。遊びの天才であり、流れを読むことが出来る超能力者と月子からは言われている。ランプの魔人のような風貌をしており、女にも男にもモテたとは三沢談。三沢からは「シゲさん」と呼ばれていた。病気をおして麻雀鉄強位に豪野の代走として出場。小四喜をアガるなど圧倒するが、病状が悪化して吐血した。
松原咲代（まつばら さきよ）
万次郎の妻。かつては「歌舞伎町で一番美しく咲いたバラ」と言われていたが、現在は太っており、三沢からはバラ肉みたいと言われている。惣菜屋で仕事をしている。下家を鳴かせないキカザル。月一のセット麻雀では鈴司が来るまでは一番稼いでいたが、現在は二番手になっている。流れを全く信じず、揺さぶりにも通じない雀ゴロになった鈴司を、万次郎から教えて貰った「麒麟児」だと確信する。
松原月子（まつばら つきこ）
万次郎の娘。咲代から受け継いだキカザルで鈴司が鳴けないように徹底的に絞った。二代目魔人とは夫婦であり、娘の朋美がいた。しかし、二代目魔人がいつまでも裏社会から抜け出さないことで、家族への脅迫が積み重なったことで離婚。二代目魔人がクリスマスの日に朋美を呼び出したことで朋美が死んだと考え、失踪した二代目魔人を恨み、行方を探している。亡くなった朋美のことを思い出し、小梅の子守を買って出ている。
松原朋美（まつばら ともみ）
二代目魔人と月子の娘。既に亡くなっているが、小梅が寝ていると現れる幽霊の友達。自分のことを「トモちゃん」と呼ぶ。二代目魔人が裏社会で倒した男が、逆恨みで放火したことによって死去している。
三沢（みさわ）
三沢不動産の社長。基本的に全ツッパのミザル。岩見とは対照的にお喋り。華子の病院が近いことを知り、鈴司に安い物件を紹介して引っ越しを勧める。月一のセット麻雀では基本的に大差で負けている。
岩見（いわみ）
三猿交番に勤務する警察官。余り喋らず、高打点を狙い鳴きも少ないイワザル。しかし、「賭け麻雀は犯罪だぞ」と言って、鈴司を笑わせるユーモアも持ち合わせている。咲代にずっと片思いしている。
二代目魔人（にだいめまじん）
初代魔人、万次郎の最初の弟子。月子とは夫婦だったが、現在は失踪している。月子が妊娠していた頃に引退前の一局ということで、フィルと麻雀を打ったことがあり、そのわずかな体験だけでフィルは深いトラウマを負ってしまっている。しかし裏社会から離れられず、朋美が生まれてからも代打ちを続けていた。その結果、敗れた相手が逆恨みで放火し、娘を失ってしまう。1年ほど姿を消し、ホームレスのような姿になって代打ちの世界に戻った。現在は鉄男の探す結と一緒にいるようだが、詳細は不明。復帰後は白髪になっていたことから白い魔人と呼ばれている。また、万次郎は亡くなる寸前に豪野に、最初の弟子は麻雀を嫌いになってしまったと語っている。
小梅と同じビデオ・アイの持ち主であり、見たものをビデオで録画したように覚えていられる。その能力をフルに活用することで、理牌、手出し、ツモ切り、牌を出し入れした場所、晒し方、他家の視線や表情などから相手の手牌を読み切ることが出来る。
かつてオセロ、チェス、将棋、ポーカーなどで非公式ながらも世界チャンピオンを倒したことがある。また、ネット麻雀でも当時としては史上初の十段位に到達した。ID名はHAKU。
結（ゆい）
鉄男が探している女性。両親が雀荘を経営しており、鉄男に麻雀を教えた。しかし鉄男が大人になる前に、雀荘ごと姿を消してしまう。鉄男からは「結ネーちゃん」や「女神様」と呼ばれている。二代目魔人と一緒にいるようだが、詳細は不明。鉄男が自分を探していることを知り、自分を探さないようにと鉄男に電話した。鉄男の回想では、虐待されていた鉄男を救うために鉄男の父親を殺害したようなシーンが出ている。
オム
タイ人。本名ではなくあだ名。フィルの彼女だが、フィル曰く財布。フィルが打って浮いた金を回収するために、毎朝リンドンリンドンへやって来る。回収後は南国エステマッサージの店に行って働いている。パンクして電車賃が無くなって困っていた鈴司が拾った10バーツを、実際は30円の価値しか無かったが、千円札と交換した。フィルの子供を妊娠しており、それをフィルに言うべきか悩んでいる。
マス代（ますよ）
ID名は不明だが、段位は三段。ネト麻で知り合った稲作に誘われ、リンドンリンドンを訪れる。いいところのお嬢様で稲作は彼女ではなく財布だと公言している。かなりの肥満体で、フィルからブスや、赤間からヌイグルミなどと言われている。
観音寺三郎（かんのんじ さぶろう）
アメリカ在住の日本人医師であり、数々の困難な手術を成功させてきた実績から、「神の指」と呼ばれる天才脳外科医。そのため、2年先までオペの予約が埋まっている程。有野が華子のカルテを診せたところ、自分ならば手術可能だと発言した。
カノン
ID名はCANON-G。観音寺の一人娘で17歳。左腕にはおびただしい数のリストカットが見られる。誕生日のクリスマスイブだけは観音寺は予定を入れていないということで、有野はその日を華子に譲って貰うように直談判に来た。周囲からはAIだと思われていた程の対局数をこなし、わずか1ヶ月で800戦をこなして9段まで駆け上がっている。麻雀以外にも、オセロ、チェス、囲碁、将棋などのゲームでもランキングトップを取っている。
甘粕満（あまかす みつる）
プロでは無いが、多くのプロ団体から目を掛けられている麻雀の天才。大学を出たばかりの22歳だが童顔であり、身体も子供のように小さい。既にプロアマ混合のタイトル戦で3回も決勝卓に座っており、3回とも準優勝している。その3回全て優勝者に役満が出ており、非常に運が悪い。プロになる前の箔付けとして新宿東風戦最強決定ペナントレースに参加する。東風戦や賭博の経験が無かった為、豪野に師事することとなった。幼い頃に大病を患っており、身体が小さいのもその影響。実はその時に入院していた病院でウータン、豪野、フィルと出会っており、ウータンがフィルに麻雀を教えようとした時に人数合わせとして参加させられ、ウータン、豪野から麻雀を教わった。今も病弱で、新宿東風戦最強決定ペナントレースでも体調の悪い日は休んでいる。その新宿東風戦最強決定ペナントレースでは最終日開始時点で3着だったが、最終局のオーラスでも役満が出て負けている。
太良場毒郎（たらば どくろう）
かつてはジュクのドクロと呼ばれ、初代魔人、二代目魔人両方との対局経験がある。昭和で既に鳴き麻雀を極めた伝説の代打ち。顔に右目を横断する大きな傷が付いている。ムショ帰りとのこと。100万円の賞金目当てで新宿東風戦最強決定ペナントレースに参加する。万次郎とは旧知の仲であり、万次郎の紹介で麻雀の対局にニューヨークまで出向いたこともある。
澤田（さわだ）
スカウトマン。極坂に代打ちを紹介しようとしたが、当たり前の牌を切って並べているだけと一蹴されてしまう。しかし、鈴司が参加している新宿東風戦最強決定ペナントレースで、鈴司を抑えて優勝するような奴がいるなら雇いたいと言われたことで、新宿東風戦最強決定ペナントレースの様子を伺いにホーマーに向かう。鈴司と偶然同卓し、暫定トップ5に入っていないことから侮っていたが、鈴司の山読みと引きを見て二代目魔人のようだと評した。
八岐鱗（やまた うろこ）
日本三大財閥の一つ八岐財閥の会長。二代目魔人のパトロン。老婆だがゴスロリ服を着用している。

## ルール

### カブキング（ルール）
- 千点百円の東風戦
- ウマ2-5
- 赤3枚
- 祝儀1枚千円
- 祝儀対象は赤、裏、一発
- 場風は東と西
- 積み棒は1500点

### リンドンリンドン（ルール）
- 千点百円の東風戦
- ウマ2-5
- 赤3枚、金（5索）1枚
- 祝儀1枚千円（金牌は二千円）
- 祝儀対象は金、赤、裏、一発
- 場風は東と西
- 積み棒は1500点
- 先ヅモアリ
- 先ヅモした場合その順は鳴けない

### ホーマー（ルール）
全席禁煙であること以外は、カブキングとほぼ同じルール。
上記のように鈴司は発言していたが、白ポッチが採用されていることが後に判明した。
新宿東風戦最強決定ペナントレースでは、トップ1点、ラス-1点で1ヶ月の合計ポイント勝負となっている。
また、最終日は上位4名が同卓し、終了時間になった時に2人または3人が同ポイントの場合は店員が同卓して決着を付ける。

### 雷紋亭（ルール）
- 完全順位制の東風戦
- トップが一万二千円、二着が四千円を貰い、三着が六千円、ラスが一万円払う
- 赤5萬が2枚、金5索と金5筒が1枚ずつ
- 祝儀1枚千円（金牌は二千円）
- 祝儀対象は金、赤、裏、一発、白ポッチ
- リーチ後オールマイティの白ポッチあり
- 場風は東と西
- 積み棒は1500点
- 一部の客は一つ鳴くごとに場に千点棒を供託する「セレブリティルール」で打っている[7]。

### エビルベビィ（ルール）
- 千点百円の東風戦
- ウマ4-8
- 赤3枚
- 祝儀1枚二千円
- 祝儀対象は赤、裏、一発

鈴司と義経の勝負ではサシウマ5万円となっている。

### 三猿駅前商店街
- 千点五百円の東風戦
- ウマ5-10
- 赤3枚
- 祝儀1枚二千円
- 祝儀対象は赤、裏、一発、白ポッチ
- リーチ後オールマイティの白ポッチあり
- 積み棒は300点

### Ant Colony
高級セット雀荘のため、鈴司、有野、豪野、比良の卓でのルール。
- 完全順位制の東風戦
- トップが二十万円を貰い、三着が五万円、ラスが十五万円払う
- 赤無し
- アガリ止め無し

## 書誌情報
- 塚脇永久 『鉄鳴きの麒麟児』竹書房〈近代麻雀コミックス〉、全4巻[8]
  1. 2012年11月17日発売 ISBN 978-4-8124-8038-0
  2. 2013年5月7日発売 ISBN 978-4-8124-8173-8
  3. 2014年11月15日発売 ISBN 978-4-8019-5026-9
  4. 2014年11月15日発売 ISBN 978-4-8019-5027-6
- 塚脇永久 『鉄鳴きの麒麟児 歌舞伎町制圧編』竹書房〈近代麻雀コミックス〉、全11巻
  1. 2015年3月14日発売 ISBN 978-4-8019-5211-9
  2. 2015年7月31日発売 ISBN 978-4-8019-5320-8
  3. 2015年12月25日発売 ISBN 978-4-8019-5431-1
  4. 2016年7月15日発売 ISBN 978-4-8019-5587-5
  5. 2016年11月15日発売 ISBN 978-4-8019-5680-3
  6. 2017年5月15日発売 ISBN 978-4-8019-5928-6
  7. 2017年11月15日発売 ISBN 978-4-8019-6104-3
  8. 2018年3月15日発売 ISBN 978-4-8019-6212-5
  9. 2018年6月15日発売 ISBN 978-4-8019-6288-0
  10. 2018年9月15日発売 ISBN 978-4-8019-6383-2
  11. 2018年12月15日発売 ISBN 978-4-8019-6461-7